# Droits LGBT aux Maldives

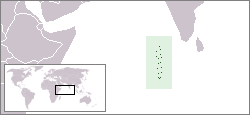
Localisation des Maldives.

Les personnes lesbiennes, gays, bisexuelles et transgenres (LGBT) aux Maldives peuvent faire face à des difficultés légales que ne connaissent pas les résidents non-LGBT. La loi aux Maldives criminalise l'homosexualité. Le code pénal s'aligne sur la charia pour punir l'homosexualité par des peines de prison, des amendes et des coups de fouet. Les poursuites restent rares mais les personnes LGBT sont souvent discriminées et victimes de crimes de haine.

## Législation sur l'homosexualité
Les relations sexuelles entre personnes de même sexe sont déclarées illégales dans la section 411 du code pénal des Maldives.

## Reconnaissance légale des couples homosexuels
Les couples homosexuels ne bénéficient d'aucune reconnaissance légale. Le mariage entre personnes du même sexe est illégal selon la section 410 (8) du code pénal.

## Adoption homoparentale
L'adoption homoparentale n'est pas autorisée.

## Tableau récapitulatif
| Dépénalisation de l’homosexualité                                                   | Non |
| Majorité sexuelle identique à celle des hétérosexuels                               | Non |
| Interdiction des discours de haine contre les LGBT                                  | Non |
| Interdiction de la discrimination liée à l'orientation sexuelle à l'embauche        | Non |
| Interdiction de la discrimination liée à l'identité de genre dans tous les domaines | Non |
| Mariage civil ou partenariat civil                                                  | Non |
| Adoption conjointe dans les couples de personnes de même sexe                       | Non |
| Adoption par les personnes homosexuelles célibataires                               | Non |
| Droit pour les gays de servir dans l’armée                                          | Non |
| Droit de changer légalement de genre (après stérilisation)                          | Non |
| Gestation pour autrui pour les gays                                                 | Non |
| Accès aux FIV pour les lesbiennes                                                   | Non |
| Autorisation du don de sang pour les HSH                                            | Non |